# Justice League vs. Teen Titans
Justice League vs. Teen Titans (en Hispanoamérica Liga de la Justicia y Jóvenes Titanes: Unión en acción) es una película de animación de superhéroes estadounidense dirigida por Sam Liu, con guion de Alan Burnett y Bryan Q. Miller. Es parte del Universo de películas animadas de DC y es protagonizada por las voces de Jon Bernthal, Taissa Farmiga y Jason O'Mara.
La película tuvo su estreno mundial en la WonderCon el 26 de marzo de 2016, Fue lanzada a través de distribución digital el 29 de marzo de 2016 y en formato casero el 12 de abril de 2016 por Warner Home Video.

## Argumento
La Liga de la Justicia lucha contra la Legion del Mal (conformada por Lex Luthor, El Juguetero, el Mago del Clima, Chita y Solomon Grundy). Mago del Clima huye cuando sus compañeros son vencidos, pero es poseído por la sombra de los secuaces de Trigon. Robin (Damian Wayne) desobedece las órdenes de su padre poner a los civiles a salvo, pensando que puede ayudar a la Liga a luchar contra el poseído Mago del Clima, y establece el Batwing para estrellarse contra el villano y explotar, derrotándolo y obligando a la sombra de Trigon a dejar su cuerpo. Molesto porque no hay respuesta a este incidente, y para que su hijo aprenda a trabajar en equipo, Batman envía a Robin a unirse a los Teen Titans. Mientras tanto, el siervo de Trigon posee a Superman y lo atormenta con visiones de sombras demoníacas.
Robin se encuentra con el líder de los Titanes, Starfire (que es la novia de Nightwing) y los miembros; Raven, Beast Boy y Blue Beetle, pero su falta de respeto por los demás causa fricción. Blue Beetle y Robin luchan hasta que el traje de Blue Beetle utiliza instintivamente una explosión de energía para herir severamente a Robin. Raven lo cura, pero durante el proceso sus poderes empáticos hacen que ambos vean los recuerdos del otro. Robin más tarde agradece a Raven, pero siente curiosidad por una entidad que vio en su mente. Con Raven no dispuesta a responder, Damian intenta buscar en los registros de los Titanes, pero no encuentra información útil. Starfire le dice a Damian que el equipo no es solo para luchar contra el crimen, sino también como una familia sustituta, ya que todos son almas perdidas en un mundo sin lugar para ellos.
Superman encuentra y golpea brutalmente a Calavera Atómica, alertando a Wonder Woman y a Batman sobre su posesión. Este último usa la kriptonita para hacer retroceder a Superman. Cyborg intenta localizar a Superman y una "mujer con poderes sobrenaturales", a quien Trigon está buscando, y él y Batman concluyen que si el anfitrión esta dañado o abrumado, serán liberados de él. Mientras tanto, para aflojar a Damian, Starfire lleva al grupo a un carnaval, donde Raven se encuentra con Trigon en forma de espíritu y sus emisarios demoníacos, que quieren encontrarla para poder usarla para sus planes. Con la ayuda de los otros titanes, Raven resiste y lucha contra los emisarios hasta que no pueden mantener su presencia en el plano terrenal y terminan disipándose.
Después, Raven revela que su madre era miembro de un culto que la casó con Trigon, que tomó una forma humana. Su madre huyó después de descubrir su verdadera naturaleza y fue salvada por los azaratas, personas benevolentes de otra dimensión, donde Raven creció. Luego de invocar involuntariamente a su padre y provocar así la destrucción tanto de Azarath y su madre, Raven fue capturado por él para que pudiera conquistar la Tierra, pero ella lo encerró dentro de un cristal en el Infierno. Los Titanes ofrecen su apoyo, pero la Liga de la Justicia llega para llevarse a Raven. Sin embargo, antes de que puedan actuar, las sombras de Trigon se apoderan de Flash, Cyborg y de la Mujer Maravilla y se convierten en emisarios del demonio. Batman contrarresta su propia posesión inyectándose una toxina nerviosa, poniéndose en estado de coma y haciendo que la sombra lo abandone.
Los Titanes luchan contra la Liga sin éxito, causando que Raven se rinda. Justo antes de que la Liga y Raven usen un portal para irse, Blue Beetle libera a Cyborg del control de Trigon. Robin localiza a Raven en el Medio Oriente, (revelando que puso un dispositivo de rastreo en cada uno de los Titanes) y Cyborg abre un portal hacia el Medio Oriente, para descubrir que Superman ha desenterrado un santuario místico en el que Raven usa sus poderes para que Trigon pueda pasar por el santuario como una puerta. Robin apuñala a Superman con kryptonita para liberarlo del control de Trigon, y Superman derrota a Flash y Wonder Woman, lo que también los libera. Los Titanes salvan a Raven, pero no antes de que Trigon regrese a su forma física.
Siguiendo el plan de Raven, los Titantes y Cyborg se dirigen al Infierno para recuperar el cristal y volver a encarcelar a su padre, mientras que la Liga se compromente en vano con Trigon para evitar que llegue a civiles inocentes. Los Titanes se abren camino a través de hordas de demonios, pero un no-muerto Ra's al Ghul, convertido en siervo de Trigon después de su muerte a manos de Deathstroke, rompe el cristal. Intenta persuadir a Robin para que se una a él y a Trigon matando a Raven para que pueda volver a la vida, pero Robin se declara un Titan; luchan, y Robin finalmente derrota y mata a Ra's al Ghul. Superando sus dudas internas y los intentos telepáticos de Trigon de disuadirla, Raven usa su poderosa magia y enlace telepático con Trigon para volver a encarcelarlo en un fragmento del cristal roto.
Raven informa a los Titanes que el fragmento debe permanecer en el Infierno y ser vigilado siempre, en caso de que Trigon intente liberarse una vez más. Ella se presenta como la guardiana de Trigon, pero los Titanes aseguran que su hogar está con ellos. De vuelta en la Torre Titan, el grupo, ahora unido a Robin y Cyborg, son alabados por la Liga de la Justicia por salvar a la Tierra, y Raven tiene la prisión de cristal de su padre atada a su frente para su custodia, mientras Trigon se enfurece por su renovado encarcelamiento.
En una escena a mitad de créditos, se ve a Terra acercándose a la Torre Titán, montando una roca a través del mar.

## Reparto
El reparto en el idioma original está conformado por:
- Taissa Farmiga como Raven.
- Jake T. Austin como Blue Beetle.
- Jerry O'Connell como Clark Kent / Superman.
- Brandon Soo Hoo como Beast Boy.
- Kari Wahlgren como Starfire.
- Shemar Moore como Cyborg.
- Sean Maher como Dick Grayson / Nightwing.
- Stuart Allan como Damian Wayne / Robin.
- Jason O'Mara como Bruce Wayne / Batman.
- Rosario Dawson como Diana Prince / Wonder Woman.
- Christopher Gorham como Barry Allen / The Flash.
- Jon Bernthal como Trigon.

## Producción
La película fue anunciada por DC Comics, junto a Batman: Bad Blood, en julio de 2015 durante la Convención de cómics de San Diego. El reparto de voces fue revelado el 18 de enero de 2016, incluyendo como nuevos miembros del reparto a Jon Bernthal, Taissa Farmiga, Jake T. Austin y Brandon Soo Hoo mientras que regresan Rosario Dawson, Jerry O'Connell, Jason O'Mara y Christopher Gorham. El 27 de enero de 2016 se reveló que Frederik Wiedmann estará a cargo de la música de la película.

## Distribución

### Marketing
En enero de 2016, la primera imagen oficial de la película fue puesta en libertad, así como una imagen de Jon Bernthal durante las grabaciones de voz de la película. Un adelanto de la película fue lanzada como material adicional de Batman: Bad Blood. Dicho adelanto fue publicado en línea el mismo mes, junto con el tráiler oficial de la película. En marzo de 2016, dos fragmentos de la película fueron puestos en libertad.

### Estreno
Justice League vs. Teen Titans tuvo su estreno mundial en el 2016 durante la WonderCon en Los Ángeles el 26 de marzo. Fue lanzada a través de distribución digital el 29 de marzo de 2016 y directamente para vídeo y en Blu-ray el 12 de abril de 2016. Fue lanzado un set de regalo de la película el cual contenía una figura de Robin.

## Secuela
En 2006 fue planeada una adaptación de The Judas Contract, historia escrita por Marv Wolfman y George Pérez que apareció en Tales of the Teen Titans #42-44 y Teen Titans Annual #3, como la tercera película del DC Universe Animated Original Movies y que sería lanzada después Superman: Doomsday (2007) y de Justice League: The New Frontier (2008). Sin embargo, el proyecto sería puesto en espera tiempo después. En abril de 2010 el escritor y productor de Warner Bros. Animation Bruce Timm confirmó que no había planes actuales para reactivar el proyecto.
En julio de 2016, sin embargo, Warner Bros. anunció que el proyecto había resurgido oficialmente como Teen Titans: The Judas Contract y servirá de secuela de Justice League vs. Teen Titans.

## Recepción
El semanario estadounidense Variety le concedió una crítica agridulce, diciendo: «Es la más desechable de las mejores entradas de esta franquicia animada».